# Gedichtendagessay
Het gedichtendagessay is een jaarlijks essay ter gelegenheid van gedichtendag, geschreven op vraag van het Vlaams Fonds voor de Letteren.

## Edities
- 2012: Erik Spinoy, As/zteken
- 2011: Jan Lauwereyns, De smaak van het geluid van het hart
- 2010: Charles Ducal, Alle poëzie dateert van vandaag
- 2009: Luuk Gruwez, Pizza, peperkoek & andere geheimen
- 2008: Paul Bogaert, Verwondingen